# Ligne de Barcs à Villány
La Ligne de Barcs à Villány ou ligne 62 est une ligne de chemin de fer de Hongrie. Elle relie Barcs à Villány.